# Sainte-Eulalie-en-Royans
Sainte-Eulalie-en-Royans település Franciaországban, Drôme megyében. Lakosainak száma 542 fő (2022. január 1.). Sainte-Eulalie-en-Royans Échevis, Saint-Laurent-en-Royans, Auberives-en-Royans és Pont-en-Royans községekkel határos.

## Népesség
A település népessége az elmúlt években az alábbi módon változott:
| Lakosok száma | 282  | 386  | 402  | 501  | 566  | 548  | 544  | 547  | 549  | 542  |
|               | 1968 | 1982 | 1990 | 2006 | 2013 | 2015 | 2017 | 2019 | 2020 | 2022 |